# تجربة انبساط الأرض في بدفورد
تجربة عن انبساط الأرض في بدفورد هي مجموعة من المشاهدات التي أجريت على طول ستة أميال في نهر بدفورد القديم حول مدى استواء الأرض بنهر بدفورد في مقاطعة نورفولك الإنجليزية خلال القرن التاسع عشر وأوائل القرن العشرين. وكانت محاولة لتحديد شكل كوكب الأرض. ويبدو أن النتائج الأولية أثبتت أن الأرض مسطحة، ولكن معظم المحاولات اللاحقة لإعادة إنتاج المشاهدات دعمت بشدة وجهة النظر الثابتة بأن الأرض كروية.

## طريقة إجراء التجربة
في النقطة التي وقع الاختيار عليها لإجراء جميع التجارب فيها، كان النهر عبارة عن قناة تصريف بطيئة التدفق تسير في خط مستقيم متواصل مسافة ستة أميال جهة شمال-شرق قرية ويلني. وتضمنت أشهر المشاهدات، التي تم تدريسها في المدارس حتى أصبح التقاط صور لكوكب الأرض من الفضاء متاحًا، مجموعة مكونة من ثلاثة أعمدة مثبتة على ارتفاع متساوٍ فوق سطح الماء على امتداد هذه المسافة. ونظرًا لأنه كان يفترض أن سطح الماء مستوٍ، فقد تم تقبل اكتشاف أن العمود الأوسط، عند معاينته بدقة بواسطة المزواة، أعلى ثلاثة أقدام تقريبًا من العمودين الآخرين، في النهاية باعتباره دليلاً جديدًا على أن سطح الأرض بالفعل منحنٍ.

## معلومات تاريخية
أجرى البحث الأول صامويل بيرلي روبوثام (1816-1884) في صيف عام 1838. فقد خاض النهر واستخدم تلسكوبًا محمولاً على ارتفاع ثماني بوصات فوق سطح الماء لمشاهدة قارب بسارية طولها خمسة أقدام يجدف ببطء مبتعدًا عنه. وذكر أن المركب ظل في مستوى نظره باستمرار طوال الأميال الستة كاملةً حتى وصل إلى جسر ويلني، في حين أنه، إذا كان سطح الماء منحنيًا بمقدار محيط الدائرة المعترف به للأرض الكروية، فقد كان ينبغي أن تكون قمة السارية تحت خط النظر بحوالي أحد عشر قدمًا. ونشر هذا الاكتشاف تحت عنوان علم الفلك الشكوكي مستخدمًا الاسم المستعار بارالاكس في عام 1849 وطوره لاحقًا إلى كتاب نشره في عام 1865.

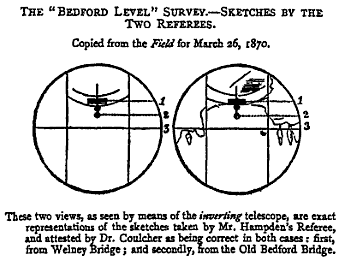
مشهد انبساط الأرض من تجربة والاس كما أعاد إنتاجه في سيرته الذاتية

كرر روبوثام تجاربه مرات عديدة على مدى السنوات، ولكن لم تلق ادعاءاته اهتمامًا إلا في عام 1870 عندما عرض مؤيد له باسم جون هامبدن رهانًا على أنه يستطيع من خلال تكرار تجربة روبوثام إثبات أن الأرض مسطحة. وقبل عالم الطبيعة البارز والمساح الكفء ألفرد راسل والاس الرهان. وتجنب والاس، بفضل تدريبه ومعرفته بالفيزياء كمساح، أخطاء التجارب السابقة وفاز بالرهان.
كانت الخطوة الحاسمة هي ضبط خط النظر عند 13 قدمًا (4 أمتار) فوق سطح الماء.
وبالرغم من رفض هامبدن في البداية قبول الدليل، فقد فاز والاس بالرهان من الحكم، وهو محرر مجلة ذا فيلد (The Field) الرياضية.
وبعد ذلك، أصدر هامبدن منشورًا ادعى فيه أن والاس غش ورفع قضية لاسترداد أمواله. وتلا ذلك العديد من القضايا المطولة، وكانت النتيجة سجن هامبدن بجريمة التشهير والتهديد بقتل والاس.
وقد حكمت نفس المحكمة ببطلان الرهان؛ حيث سحب هامبدن الرهان وطالبت والاس برد الأموال إلى هامبدن.
ووجه زملاء والاس، الذي لم يكن يعلم شيئًا عن تجارب روبوثام السابقة، انتقادات له بسبب «مشاركته 'الطائشة' في رهان لـ'حسم' الحقائق العلمية الثابتة والأكثر جوهرية».

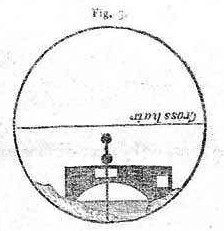
صورة للموقع نشرها "بارالاكس" (1870)

في عام 1901، زعم هنري يول أولدهام، قارئ جغرافيا في كلية كينجز، جامعة كامبريدج، أنه نفذ التجربة النهائية المذكورة في «طريقة إجراء التجربة» أعلاه.

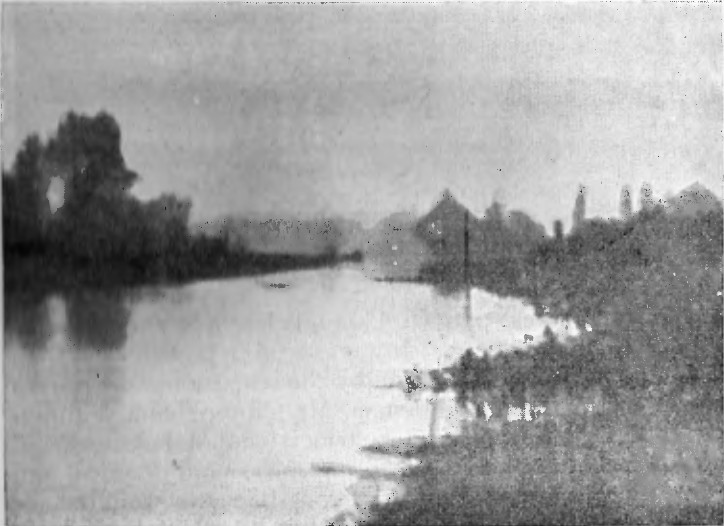
صورة لانبساط الأرض في بدفورد "أجريت التجربة في طقس ضبابي وغير مرضٍ تمامًا في 11 مايو 1904 أمام ليدي بلونت والعديد من السادة المهتمين بالعلم".

ومع ذلك، لم يُهزم بعد مؤيدو فكرة انبساط الأرض: في 11 مايو 1904، فقد استأجرت ليدي إليزابيث آن بلونت مصورًا تجاريًا لاستخدام كاميرا ذات عدسة تصوير مقربة لالتقاط صورة من قرية ويلني للوح أبيض كبير وضعته بحيث يلامس سطح النهر في موقع روبوثام الأصلي الذي يقع على بُعد ستة أميال. وقام المصور إدجار كليفتون من استوديو دالماير، بتثبيت الكاميرا على ارتفاع قدمين فوق سطح الماء في قرية ويلني واندهش لقدرته على التقاط صورة للهدف، والذي كان ينبغي ألا يراه بناءً على نقطة التثبيت المنخفضة للكاميرا. ونشرت الليدي بلونت الصور في كل مكان، وبالنسبة لهؤلاء الذين لا يقبلون تفسير حدوث السراب الأعلى نتيجة الانكسار، فإن الفكرة ما زالت لم تتضح بعد.
أصبحت هذه الخلافات مقالاً معتادًا في مجلة الميكانيكا الإنجليزية (English Mechanic) في عام 1904-1905، والتي نشرت صورة بلونت ونقلت تجربتين في عام 1905 عرضت النتائج المعارضة. وأظهرت إحدى التجربتين، أجراها كليمنت ستراتون في قناة آشبي، وجود ميل في خط النظر على ارتفاع 4 قدم 9 بوصة (1.45 م) فقط فوق سطح الماء.

## الانكسار
يمكن أن يتسبب انكسار الضوء في حدوث النتائج التي ذكرها روبوثام وبلونت. ونظرًا لانخفاض كثافة الهواء في الغلاف الجوي للأرض مع الارتفاع فوق سطح الأرض، فإن جميع الأشعة الضوئية التي تنتقل أفقيًا تقريبًا تنحني إلى الأسفل. وتوضع هذه الظاهرة عادةً في الاعتبار في الاستواء والملاحة الفلكية.
وإذا كان القياس قريبًا بدرجة كافية من السطح، فيمكن للأشعة الضوئية الانحناء إلى الأسفل بمقدار مساوٍ لمتوسط انحناء سطح الأرض. وفي هذه الحالة، يبطل تأثيرا الانحناء والانكسار أحدهما الآخر وستظهر الأرض مسطحة في التجارب البصرية.
وفي كلتا الحالتين، سيدعم ذلك الانقلاب الحراري في الغلاف الجوي نتيجة ارتفاع درجة الحرارة مع الصعود فوق القناة، وهو يشبه ظاهرة السراب الأعلى للصور. وتعد مثل هذه الانقلابات الحرارية منتشرة. وينتج عن الارتفاع في درجة حرارة الهواء أو معدل التناقص بمقدار 0.11 درجة سيلزيوس لكل متر من الارتفاع توهم بأن القناة مسطحة، وستتوافق كل القياسات البصرية التي تجرى بالقرب من مستوى الأرض مع فكرة سطحية الأرض تمامًا. وإذا كان معدل التناقص أعلى من ذلك (ترتفع درجة الحرارة مع الصعود بمعدل أعلى)، فستتوافق كل المشاهدات البصرية مع فكرة أن سطح الأرض مقعر، «كوكب الأرض يشبه الوعاء». وفي ظل ظروف عادية، تتوافق القياسات البصرية مع فكرة أن الكرة الأرضية كروية وتكون زاوية انحنائها أقل بنسبة 15% تقريبًا عن قطرها الفعلي. ولا يستبعد تكرار الظروف المناخية المطلوبة لكل مشاهدة من المشاهدات المتعددة، كما يمكن أن تؤدي الأيام الدافئة فوق الماء الراكد إلى ظروف مفضلة.

## تجارب أخرى
في يوم 25 يوليو 1896، قام المحرر الصحفي يوليسيس جرانت مورو، بإجراء تجربة مشابهة في قناة تصريف إلينوي القديمة في قرية صوميت بولاية إلينوي. وعلى عكس روبوثام، فقد كان يسعى وراء إثبات أن سطح الأرض منحنٍ: عندما اكتشف أيضًا أن علامته المستهدفة، ثمانية عشر إنشًا فوق سطح الماء ومسافة خمسة أميال، واضحة تمامًا، فقد استنتج أن سطح الأرض منحنٍ بشكل مقعر، وهو ما يتماشى مع توقعات الجهات الراعية له، وهو مجتمع وحدة الكوريشان (Koreshan Unity). وقد رفض النقاد النتائج بسبب الانكسار في الغلاف الجوي.